# Жижич, Райко
Райко Жижич (хорв. Рајко Жижић; 22 января 1955, Никшич — 7 августа 2003, Белград) — югославский баскетболист, чемпион и призёр чемпионатов Европы, мира и Олимпийских игр.

## Биография
В 1975 году на чемпионате Европы Жижич в составе сборной Югославии стал чемпионом. В 1978 году выиграл золото чемпионата мира в Маниле. В 1979 году стал бронзовым призёром чемпионата Европы в Италии. В 1982 году команда Югославии стала бронзовым призёром чемпионата мира в Колумбии.
На летних Олимпийских играх 1976 года в Монреале югославы завоевали олимпийское серебро. Через четыре года в Москве югославские баскетболисты стали олимпийскими чемпионами. В 1984 году в Лос-Анджелесе сборная Югославии завоевала бронзу Олимпийских игр.